# Jens Stoltenberg
Jens Stoltenberg ( hallgat) (Oslo, 1959. március 16. –) norvég közgazdász, politikus, 2014-től 2024-ig a NATO főtitkára. Korábban a norvég Munkáspárt (Ap) elnöke, valamint 2000 és 2001, illetve 2005 és 2013 között Norvégia miniszterelnöke volt.

## Pályafutása
Közgazdasági végzettséget szerzett az Oslói Egyetemen. 1979 és 1981 között az Arbeiderbladet nevű lapnál dolgozott részmunkaidős újságíróként. 1985 és 1989 között az Arbeidernes Ungdomsfylking (AUF), a Norvég Munkáspárt ifjúsági szervezete elnöke volt. 1989-től 1990-ig a norvég statisztikai hivatalnál dolgozott és az Oslói Egyetemen közgazdaságtant oktatott. Ezután 1992-ig a munkáspárt oslói szervezetének elnöke volt, majd a párt alelnöke lett.
1990-1991 között a környezetvédelmi tárca államtitkára volt. 1993-ban választották először a Storting tagjává. 1993-1996 között kereskedelmi és energiaügyi miniszter volt Gro Harlem Brundtland kormányában. Ezután 1996 és 1997 között pénzügyminiszter volt Thorbjørn Jagland miniszterelnöksége alatt.

### Első miniszterelnöki időszaka
2000-ben kormányt alakított, de reformjai (a jóléti állam modernizálása, beleértve több állami vállalat privatizációját) saját pártján belül is viszályt szültek. A 2001-es választásokon a párt minden idők legrosszabb eredményét érte el (24%). Ez éles rivalizáláshoz vezetett Stoltenberg és Thorbjørn Jagland között, melyből előbbi került ki győztesen.

### Második miniszterelnöki időszaka
A 2005-ös választáson lényegesen jobb eredményt ért el a Munkáspárt, így Stoltenberg 2005. október 17-én koalíciós kormányt alakíthatott.

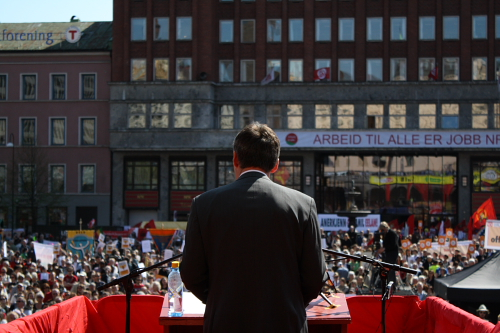
Május 1-jei beszéde 2009-ben

A 2009-es parlamenti választás csekély többséggel, de megerősítette pozíciójában a vörös–zöld koalíció élén álló Stoltenberg-t, akit több vezető skandináv lap is a választás nagy győztesének nevezett, mivel pártja támogatottságát 35%-ra növelte. Fő céljának a munkanélküliek és kisebbségiek társadalomba való beemelését nevezte. A kampányban relatíve új közösségi oldalakat (Facebook, Twitter) és tudatos retorikát is felhasznált. A győzelemhez hozzájárult a 2005 óta hivatalban levő kormány hatékony válságkezelése, Stoltenberg népszerűsége és a jobboldal töredezettsége is.
A 2011-es norvégiai terrortámadások után Stoltenberg azt mondta, hogy az erőszakra adott válasz „több demokrácia, több nyitottság”.
2011. december 14-én a 100. évforduló alkalmából ő és kísérete a Déli-sarkon emlékezett meg az első sikeres expedícióról.
A 2013. szeptember 9-én tartott parlamenti választásokon pártja kapta a legtöbb szavazatot, ám koalíciós partnereivel sem szerzett elég mandátumot a kormányalakításhoz. Ezért Stoltenberg a költségvetés benyújtása után 2013. október 16-i hatállyal lemondott hivataláról. Utóda Erna Solberg a konzervatív Höyre párt vezetője lett.

### NATO-főtitkárként
2014. márciusban a NATO Észak-atlanti Tanácsa a szervezet főtitkárává nevezte ki Anders Fogh Rasmussent követően. Stoltenberg 2014. október 1-jén lépett hivatalba. Eredetileg négy évre választották, majd 2017-ben és 2019-ben is újabb két-két évre újraválasztották.
2022-ben a Norvég Központi Bank elnökévé nevezték ki. Eredetileg az év őszén foglalta volna el új posztját azonban az orosz–ukrán háború miatt újabb egy évre újraválasztották a NATO főtitkárának, új pozíciójáról így lemondott. 2023-ban újabb egy évre újraválasztották.
NATO-főtitkári tevékenységét a Donald Trump amerikai elnök hivatali ideje alatt az európai szövetségesekkel való, védelmi költségvetésekről szóló vita alatti sikeres közvetítés időszakát tekintve általában pozitívan ítélik meg.

## Családja
Édesapja Thorvald Stoltenberg politikus, Norvégia volt külügy- és honvédelmi minisztere. Édesanyja Karin Stoltenberg (sz. Heiberg) szintén politikus, több kormányban államtitkár. Felesége Ingrid Schulerud diplomata; két gyermekük van.

## Fordítás
- Ez a szócikk részben vagy egészben a Jens Stoltenberg című angol Wikipédia-szócikk ezen változatának fordításán alapul.  Az eredeti cikk szerkesztőit annak laptörténete sorolja fel. Ez a jelzés csupán a megfogalmazás eredetét és a szerzői jogokat jelzi, nem szolgál a cikkben szereplő információk forrásmegjelöléseként.